# Viceversaletteratura.ch
Viceversaletteratura.ch è la piattaforma elettronica del Service de presse suisse, "sorella" della rivista cartacea Viceversa Letteratura. Inaugurata nell'ottobre del 2012, è l'evoluzione trilingue (italiano, francese e tedesco) del sito letterario romando  Le Culturactif Suisse, fondato nel 1997 da Roselyne König. Viceversaletteratura.ch promuove la letteratura svizzera attraverso recensioni e approfondimenti settimanali, e ospita un archivio elettronico di scrittori svizzeri.